# Cuadernos para el Diálogo
Cuadernos para el Diálogo fou una revista cultural, encara que amb clar propòsit de transmetre un ideari polític, el democristià, que va difondre el seu primer president i promotor Joaquín Ruiz-Giménez Cortés. El primer número es va publicar a l'octubre de 1963 i deixà de sortir el 1976. Fou un referent i un símbol de la cultura progressista dels anys 1960-1970.
El 2006 la revista Cambio 16 va realitzar una edició digital de l'antiga revista.